# 日本のラムサール条約登録地一覧
本項では、日本のラムサール条約登録地の一覧を示す。
日本は、1980年10月17日にラムサール条約に加入した。2025年7月現在、日本におけるラムサール条約登録地は54か所、総面積は166,134 haである。

## 一覧
- 「no.」（サイトナンバー）はラムサール条約事務局公式サイトにより設定された登録番号である。
- 「登録名」のうち英語名は、ラムサール条約事務局公式サイトの解説ページの名称に基づく。

| no.  | 登録名                                                                       | 所在地 | 面積 (ha) | 登録年月日     | 湿地タイプ                                         | 説明 | 他の指定                                                     | 画像 |
| ---- | ---------------------------------------------------------------------------- | --- | --------- | -------------- | -------------------------------------------------- | --- | ------------------------------------------------------------ | ---- |
| 205  | 釧路湿原 Kushiro-shitsugen                                                   | 北海道釧路市、釧路町、標茶町、鶴居村 北緯43度09分 東経144度25分 / 北緯43.150度 東経144.417度                                                       | 7863      | 1980年6月17日  | 低層湿原、淡水湖、河川                             | 日本最大級の泥炭湿原で、釧路川、久著呂川、雪裡川などが流れ、東部にはシラルトロ湖、塘路湖、達古武湖の3つの淡水湖沼がある。大部分がヨシ、スゲの群落とハンノキからなる低層湿原で、残りの20%はヌマガヤ、ヤチヤナギの中間湿原とミズゴケの群落を主とする高層湿原である。高層湿原にはトキソウ、サワラン、ホロムイソウなど、湖沼にはセキショウモ、タヌキモ、ネムロコウホネ、ミツガシワ、クシロハナシノブなどの植物が生息している。タンチョウ、オジロワシ、オオワシ、キタサンショウウオの生息地であり、一部の爬虫類、トンボ、イトトンボや植物の日本国内で唯一の生息地でもある。 | 国立公園、国指定天然記念物、国指定鳥獣保護区                 |      |
| 318  | 伊豆沼・内沼 Izu-numa and Uchi-numa                                          | 宮城県栗原市、登米市 北緯38度43分 東経141度06分 / 北緯38.717度 東経141.100度                                                                       | 559       | 1985年9月13日  | 淡水湖                                             | 迫川の沖積平野にある互いにつながっている2つの淡水湖。ヨシ、マコモ、オギ、ハス、ヒシ、ガガブタ、アサザなどの水生植物、コイ、フナ、ゼニタナゴ、ミナミメダカ、ジュズカケハゼなどの魚類とオオセスジイトトンボ、チョウトンボ、コフキトンボなどのトンボの生息地であり、冬はマガン、オオハクチョウ、コハクチョウの越冬地である。 | 国指定自然環境保全地域、国指定鳥獣特別保護地区               |      |
| 439  | クッチャロ湖 Kutcharo-ko                                                     | 北海道浜頓別町 北緯45度09分 東経142度19分 / 北緯45.150度 東経142.317度                                                                             | 1607      | 1989年7月6日   | 汽水湖、低層湿原                                   | トドマツ、アカエゾマツなどの針葉樹林に囲まれる日本最北の湖で、互いにつながっている大沼と小沼の2つの湖からなる。ヨシ、ヤハズカワツルモ、タテヤママリモなどの水生植物が生えている。コハクチョウなどの渡り鳥の重要な中継地と越冬地であり、オジロワシ、オオワシにとっても重要な生息地の1つである。湖にはスジエビ、シジミ、ワカサギの漁業が行われる。 | 自然公園、国指定鳥獣特別保護地区                             |      |
| 539  | ウトナイ湖 Utonai-ko                                                         | 北海道苫小牧市 北緯42度42分 東経141度43分 / 北緯42.700度 東経141.717度                                                                             | 510       | 1991年12月12日 | 淡水湖、湖岸河川流域の低湿地                       | 美々川の氾濫原の勇払原野にある淡水湖で、かつては入り江であった。湖はヨシ、スゲ、マコモ、フトイ、コウホネ、ヒシの生える湿地とハンノキ、ツルウメモドキ、エゾノコリンゴの生える林に囲まれている。日本でマガン、ヒシクイ、オオハクチョウ、コハクチョウの有数の中継地と越冬地であり、湿地はノゴマの繁殖地で、周辺の森林はオジロワシ、オオワシの越冬地である。 | 国指定鳥獣特別保護地区                                       |      |
| 613  | 霧多布湿原 Kiritappu-shitsugen                                               | 北海道浜中町 北緯43度04分 東経145度04分 / 北緯43.067度 東経145.067度                                                                               | 2504      | 1993年6月10日  | 塩性湿地、汽水湖、河川、高層湿原、低層湿原         | 太平洋に面した琵琶瀬湾と浜中湾の海岸線に沿って広がる湿原。中心部に泥炭地、北部にミズゴケとスゲの湿原、南部にヨシの群落がそれぞれ分布する。中にはエゾツルキンバイやアッケシソウなどの塩生植物が生息する感潮河川の琵琶瀬川が流れ、西側に火散布沼と藻散布沼がある。湿原にワタスゲ、ヒオウギアヤメ、クシロハナシノブ、ノハナショウブ、ハマナスなどの植物が生え、タンチョウやエゾシカなどが生息している。 | 国指定鳥獣特別保護地区、国定公園、天然記念物                 |      |
| 614  | 厚岸湖・別寒辺牛湿原 Akkeshi-ko and Bekambeushi-shitsugen                    | 北海道厚岸町 北緯43度03分 東経144度54分 / 北緯43.050度 東経144.900度                                                                               | 5277      | 1993年6月10日  | 汽水湖、塩性湿地、低層湿原、高層湿原、河川         | 別寒辺牛川流域にある湿地と河口の汽水湖。大部分はヨシ、スゲ、ハンノキからなる低層湿原であるが、約110 haの高層湿原もある。厚岸湖畔の塩性湿地にはアッケシソウなどの塩生植物の群落があり、湖中ではサンマ、サケ、マス、コンブの水揚げとカキ、アサリの養殖が行われる。一帯はオオハクチョウ、オオワシ、オジロワシ、タンチョウの生息地でもある。 | 厚岸道立自然公園特別地区、国指定鳥獣特別保護地区、天然記念物 |      |
| 615  | 谷津干潟 Yatsu-higata                                                        | 千葉県習志野市 北緯35度40分 東経140度00分 / 北緯35.667度 東経140.000度                                                                             | 40        | 1993年6月10日  | 干潟                                               | 東京湾につながる谷津干潟は満潮時に水没され、プランクトン、エビ、カニ、貝、ゴカイ、魚が生息しており、シギ類・チドリ類にとっては重要な中継地である。周辺は住宅地と工業地帯である。 | 国指定鳥獣保護区                                             |      |
| 616  | 片野鴨池 Katano-kamoike                                                      | 石川県加賀市 北緯36度19分 東経136度17分 / 北緯36.317度 東経136.283度                                                                               | 10        | 1993年6月10日  | 淡水湖、水田                                       | 加賀市の西部、日本海の海岸から約1km離れた内陸にある淡水の池と周辺の沼地からなる。池にはヒシ、コウホネ、マコモ、ミズアオイなどが自生しており、周囲にアカマツ、コナラ、タブノキ、スダジイの林がある。マガモ、トモエガモ、マガン、ヒシクイ、オオタカ、クマタカ、オジロワシなどの越冬地であり、古くから坂網（投網）によるカモ猟が行われる。 | 国指定鳥獣特別保護地区、国定公園、国指定天然記念物           |      |
| 617  | 琵琶湖 Biwa-ko                                                               | 滋賀県大津市、彦根市、長浜市、近江八幡市、草津市、守山市、野洲市、高島市、米原市、東近江市 北緯35度15分 東経136度04分 / 北緯35.250度 東経136.067度 | 65984     | 1993年6月10日  | 淡水湖、低層湿原                                   | 日本最大の淡水湖、世界で3番目に古い湖である。ヨシの群落がある内湖、西の湖は2008年10月に拡大登録された。固有種としてはホンモロコ、ビワマス、ビワコオオナマズなどの17種の魚類、セタシジミ、イケチョウガイなど約30種の淡水貝類が生息している。ガンカモ類の重要な越冬地でもある。コアユや鮒寿司の原料となるニゴロブナの漁業のほか、稚アユや淡水真珠の養殖も行われる。 | 国定公園、国指定鳥獣保護区                                   |      |
| 820  | 佐潟 Sakata                                                                  | 新潟県新潟市 北緯37度49分 東経138度52分 / 北緯37.817度 東経138.867度                                                                               | 76        | 1996年3月28日  | 淡水湖                                             | 西区の赤塚にある上潟と下潟の2つの潟湖と周辺の湿地からなる。過去は汽水湖であったが、現在は海から切り離され淡水湖となった。ヒシなどが湖を覆い、周囲に松原が生えている。冬では全面結氷しないため、コハクチョウ、マガン、ヒシクイの重要な越冬地である。古くから灌漑用水として利用され、「潟普請」（水草の刈り取り、堆積土砂の除去などの掃除）も定期的に行われた。 | 国指定鳥獣保護区、国定公園、都市公園                         |      |
| 996  | 漫湖 Manko                                                                   | 沖縄県那覇市、豊見城市 北緯26度11分 東経127度41分 / 北緯26.183度 東経127.683度                                                                     | 58        | 1999年5月15日  | 河口干潟、マングローブ林                           | 沖縄本島南部の国場川と饒波川の合流点に形成された河口干潟。海から3 km離れた内陸に位置するが、潮汐の影響を受けており、干潮時には干潟が出現する。干潟には汽水域特有の稚魚やゴカイなどの底生生物が多く生息しているため、ムナグロ、ハマシギ、ダイシャクシギ、ホウロクシギ、クロツラヘラサギ、ズグロカモメなど、多くのシギチドリ類が飛来する。近年はメヒルギのマングローブが拡大し、水鳥の生息場所を圧迫するため、一部の伐採が行われる。 | 国指定鳥獣特別保護地区                                       |      |
| 1200 | 藤前干潟 Fujimae-Higata                                                      | 愛知県名古屋市、飛島村 北緯35度04分 東経136度49分 / 北緯35.067度 東経136.817度                                                                     | 323       | 2002年11月18日 | 河口干潟                                           | 伊勢湾の最奥部に注ぐ庄内川、新川、日光川の河口部にある干潟。植生は見られないが、絶滅危惧種のエドハゼが生息するほか、ゴカイや貝類などの底生動物が豊富である。干潟は東アジア・オーストラリア地域フライウェイ沿いの重要な中継地であり、ハマシギ、ダイゼン、ダイシャクシギ、オオソリハシシギ、カラフトアオアシシギ、サンカノゴイ、ツクシガモ、コアジサシなどの鳥類が訪れる。 | 国指定鳥獣特別保護地区                                       |      |
| 1201 | 宮島沼 Miyajima-numa                                                         | 北海道美唄市 北緯43度19分 東経141度43分 / 北緯43.317度 東経141.717度                                                                               | 41        | 2002年11月18日 | 淡水湖                                             | 近くを流れる石狩川が残した小さな淡水湖で、周辺の水田のため池として利用されている。岸辺にヨシ、沼にマコモやヒシが生えている。日本国内で越冬するカモ科のガン、カモ、ハクチョウなどの最も重要な中継地の1つであり、春に5万羽以上のマガンが立ち寄る。 | 国指定鳥獣特別保護地区                                       |      |
| 1540 | 阿寒湖 Akan-ko                                                               | 北海道釧路市 北緯43度27分 東経144度06分 / 北緯43.450度 東経144.100度                                                                               | 1318      | 2005年11月8日  | 淡水湖（カルデラ湖）                               | 活火山の雌阿寒岳と雄阿寒岳の間にあるカルデラ湖で、昔の古阿寒湖が火山活動により縮小したものである。湖中には特別天然記念物のマリモが北部に群生しており、ヒメフラスコモ、カタシャジクモ、シャジクモなどの希少な藻類も生息している。湖は日本最大級の淡水魚であるイトウやベニザケ、ヒメマス、カワシンジュガイの重要な生息地であり、クマゲラ、ヒグマ、エゾシカなどの65種の鳥類と24種の哺乳類も湖の生態系に依存している。湖の周囲の山々にはエゾマツ、トドマツ、ミズナラ、カツラの混交林とハイマツ、ガンコウランなどの高山植物が生えている。 | 国立公園                                                     |      |
| 1541 | 秋吉台地下水系 Akiyoshidai Groundwater System                                | 山口県美祢市 北緯34度15分 東経131度18分 / 北緯34.250度 東経131.300度                                                                               | 563       | 2005年11月8日  | 地下水系、カルスト                                 | 本州の西部に位置する日本最大のカルスト地形。嘉万ポリエに位置する1.3万haの緩やかなカルスト台地の下に秋芳洞、大正洞、景清洞の3つの洞窟が形成されており、地下水系が発達し、厚東川流域の地下水涵養地として機能している。台地の上には多数の石灰岩柱（カレンフェルト）と数千個のドリーネがあり、「帰り水」というウバーレには降雨により一時湖が現れることもある。洞窟内にはアキヨシシロアヤトビムシ、アキヨシメクラツチカニムシ、数種の貝類やキクガシラコウモリ、ユビナガコウモリなどのコウモリが多く生息している。 | 国定公園                                                     |      |
| 1542 | 風蓮湖・春国岱 Furen-ko and Shunkuni-tai                                     | 北海道根室市、別海町 北緯43度18分 東経145度21分 / 北緯43.300度 東経145.350度                                                                       | 6139      | 2005年11月8日  | 汽水湖、藻場、干潟、砂州、低層湿原                 | 風蓮湖は根室半島の付け根にある海跡湖で、13本の川が流れ込み、特に風蓮川の河口には広大な塩性湿地が発達している。南側から延びる春国岱は風蓮湖とオホーツク海を隔てており、アカエゾマツ林に覆われる年代の違う3列の古代砂丘からなる。地域にはオオハクチョウ、ヒシクイ、ヒドリガモ、スズガモ、キアシシギなど多くの渡り鳥が飛来し、ヘラシギ、オジロワシ、オオワシ、クマゲラ、シマフクロウ、タンチョウなどの希少種の鳥類が観察できる。風蓮湖にはホッキガイ、アサリ、コマイ、ワカサギなどの漁業が行われる。 | 国指定鳥獣保護区、野鳥保護区                                 |      |
| 1543 | 仏沼 Hotokenuma                                                              | 青森県三沢市 北緯40度40分 東経141度22分 / 北緯40.667度 東経141.367度                                                                               | 222       | 2005年11月8日  | 低層湿原                                           | 下北半島の付け根の太平洋岸にあり、小川原湖と東側の海岸砂丘に挟まれる場所にある。元々はラグーンで、干拓事業を経て農地化の計画があったが、計画が一時停止された後は三沢市が所有する荒地となり、現在はヨシが優占種の低層湿原である。仏沼は全世界に2500羽ほどしかいないオオセッカの繁殖地として注目を集めており、オオヨシゴイ、チュウヒ、コジュリン、シマクイナ、コヨシキリなどの草原性鳥類の繁殖地であるほか、オジロワシ、オオワシなどの鳥類とハッチョウトンボ、カラカネイトトンボ、ゴマシジミなどの昆虫類も見られる。 | 国指定鳥獣保護区                                             |      |
| 1544 | 藺牟田池 Imuta-ike                                                           | 鹿児島県薩摩川内市 北緯31度49分 東経130度28分 / 北緯31.817度 東経130.467度                                                                         | 60        | 2005年11月8日  | 淡水湖（火口湖）、低層湿原                         | 小さな火山群に囲まれる藺牟田池は飯盛山の火口湖。湖水は流れ出した後、川内川に流れ込む。池の北西部には泥炭の浮島の植物群落があり、島にはツルヨシ、マコモ、ヒツジグサが生える。池にはベッコウトンボ、オオヤマトンボ、マイコアカネ、ベニトンボ、チョウトンボを含む多くの種類のトンボの重要な生息地であり、カルガモ、カイツブリなどの水鳥とメダカ、オイカワなどの魚類の生息地でもある。 | 国指定生息地等保護区、国指定天然記念物                       |      |
| 1545 | 蕪栗沼・周辺水田 Kabukuri-numa and the surrounding rice paddies              | 宮城県栗原市、登米市、大崎市 北緯38度37分 東経141度06分 / 北緯38.617度 東経141.100度                                                               | 423       | 2005年11月8日  | 堰止湖、低層湿原、水田                             | 迫川流域の仙北平野の氾濫原にある堰止湖の蕪栗沼と周辺の水田地帯からなる。かつては1,000 haを超える沼であったが、干拓により一旦水田に変わった後、うち150 haが再び沼になっている。沼にはマコモ、ヨシ、ヤナギのような典型的な低地性の植生が生息しており、絶滅危惧種のトネハナヤスリ、マイヅルテンナンショウ、タコノアシ、ミズアオイが生えている。マガン、オオヒシクイ、オオハクチョウ、シジュウカラガン、ハクガンの最大級の越冬地と中継地の1つであり、トモエガモ、コガモ、オナガガモなどのカモ類や22種のトンボと様々な淡水魚も見られる。ガンカモ類のねぐら確保などのために、冬期に田んぼに水が張られる。 | 国指定鳥獣保護区                                             |      |
| 1546 | 慶良間諸島海域 Keramashoto Coral Reef                                        | 沖縄県渡嘉敷村、座間味村 北緯26度12分 東経127度21分 / 北緯26.200度 東経127.350度                                                                   | 8290      | 2005年11月8日  | サンゴ礁                                           | 2005年に渡嘉敷島の西岸と座間味島・阿嘉島間の海域の353 haの面積がラムサール条約湿地に指定されたが、2015年に慶良間諸島国立公園内の海域公園エリアの範囲である8290 haに大幅に拡大された。生物地理学的地域である琉球諸島のサンゴ礁生態系の代表として、生物多様性に富んでいる。板状、枝状、角状、塊状のミドリイシなどの造礁サンゴが水中に密集し、14科59属の248種はここで見つける。スズメダイ、カクレクマノミ、チョウチョウウオ、ベラなど約360種の魚類の生息する場所であり、絶滅危惧種のタイマイ、アオウミガメ、アカウミガメなども生息している。 | 国立公園、海域公園                                           |      |
| 1547 | くじゅう坊ガツル・タデ原湿原 Kuju Bogatsuru and Tadewara-shitsugen           | 大分県竹田市、九重町 北緯33度06分 東経131度15分 / 北緯33.100度 東経131.250度                                                                       | 91        | 2005年11月8日  | 中間湿原                                           | 霧島火山帯にある九重山の山頂付近と山麓にはミズゴケの泥炭地からなる日本最大級の山岳地帯の中層湿原がある。坊ガツルは三俣山、平治岳、大船山に囲まれる山間の盆地にあり、タデ原は火山地形の扇状地にある。湿原にはツクシフウロ、シムラニンジン、オオミズゴケなどの希少種を含む74種のシダ植物と493種の種子植物が生える。湿原とその周辺にヨシ、ヌマガヤ、ススキ、ノリウツギ、クロマツ、ミヤマキリシマなどの植物が生え、動物としてはイヌワシ、クマタカ、ハヤブサが見られる。地元の人々は植生を維持するために、春に野焼きを行い、湿地の森林化を防ぐ。 | 国立公園                                                     |      |
| 1548 | 串本沿岸海域 Kushimoto Coral Communities                                     | 和歌山県串本町 北緯33度27分 東経135度46分 / 北緯33.450度 東経135.767度                                                                             | 574       | 2005年11月8日  | 非サンゴ礁域のサンゴ群集                           | 錆浦、潮岬西岸、通夜島の3つの地区からなる。紀伊半島の南端に位置するが、黒潮は流れるため、造礁サンゴを中心とした熱帯生物の群集が形成している。優占種のクシハダミドリイシは高い栄養生産性と地形形成力を有し、外見も美しい板状であるため、観光資源としても重要である。また、この地域はキクメイシ類も多く、通夜島は熱帯種のオオナガレハナサンゴの日本国内最大の生息地と世界最北端の分布地でもある。 | 吉野熊野国立公園                                             |      |
| 1549 | 三方五湖 Mikata-goko                                                         | 福井県若狭町、美浜町 北緯35度34分 東経135度52分 / 北緯35.567度 東経135.867度                                                                       | 1110      | 2005年11月8日  | 汽水湖                                             | 若狭湾に突出する常神半島の付け根にあり、梅丈岳などの緩やかな丘陵に囲まれる5つの汽水湖と淡水湖の集まり、地元では「五色の湖」と呼ばれる。湖は水路でつながっているが、塩分濃度、面積、水深が異なるため、淡水魚、汽水魚、回遊魚など多様な魚類が生息している。三方湖にハス、ナガブナ、コイ、フナ、モロコ、ワカサギ、ウナギなどの淡水魚、日向湖にコノシロ、サッパ、ウルメイワシ、サヨリなどの海水魚がそれぞれ生息しており、うちハス、タモロコ、イチモンジタナゴ、ナガブナなどは日本の固有種である。生息する植物は主にヨシ、マコモ、ヒシ、ヒルムシロ、シログワイである。日向湖を除く4つの湖は水鳥とミサゴの越冬地である。 | 国定公園                                                     |      |
| 1550 | 名蔵アンパル Nagura Amparu                                                   | 沖縄県石垣市 北緯24度23分 東経124度08分 / 北緯24.383度 東経124.133度                                                                               | 157       | 2005年11月8日  | 河口干潟、マングローブ林                           | 石垣島西部の名蔵川河口に位置するマングローブのある干潟で、典型的な亜熱帯生態系である。マングローブの樹種はオヒルギ、ヒルギモドキ、ヤエヤマヒルギ、ヒルギダマシなどのヒルギ科の植物で、干潟にはゴカイ、アナジャコなどの底生生物、稚魚、甲殻類が生息しており、特にイシガキヌマエビ、コツノヌマエビ、ヤエヤマヤマガニ、マングローブヌマエビ、コメツキガニ、アシハラガニ、シオマネキなどのエビとカニが多い。また、この場所はセイタカシギ、アカアシシギ、クロツラヘラサギなどの中継地または越冬地であり、カンムリワシの八重山諸島固有亜種の生息地である。 | 国立公園、国指定鳥獣特別保護地区                             |      |
| 1551 | 中海 Nakaumi                                                                 | 島根県松江市、安来市 鳥取県米子市、境港市 北緯35度28分 東経133度13分 / 北緯35.467度 東経133.217度                                                  | 8043      | 2005年11月8日  | 汽水湖                                             | 斐伊川の河口に位置する汽水湖であり、境水道を通じて日本海につながる。湖には80種の汽水魚と海水魚が生息しており、東アジアのコハクチョウ、ホシハジロ、キンクロハジロ、スズガモの個体数の1％以上が越冬などで訪れる。湖はクロソイ、スズキ、ヨシエビなどの漁場で、水産資源保有地としての価値が高い。 | 国指定鳥獣保護区、米子水鳥公園                               |      |
| 1552 | 野付半島・野付湾 Notsuke-hanto and Notsuke-wan                               | 北海道別海町、標津町 北緯43度34分 東経145度16分 / 北緯43.567度 東経145.267度                                                                       | 6053      | 2005年11月8日  | 浅海域、藻場、干潟、塩性湿地、低層湿原、砂嘴       | 野付半島は根室海峡に突き出た釣り針型の半島で、日本最大の砂嘴である。野付湾は砂嘴と本土の間に形成された内湾で、ほとんどが1 m未満の浅海域で、アマモの藻場が生い茂っている。半島には「トドワラ」「ナラワラ」というトドマツ、ミズナラが多く生える独特な景観がある。汀線付近に干潟と塩性湿地が広がり、甲殻類、貝類、魚類、ゴカイなどが多く生息する。タンチョウやアカアシシギなどが中継地または繁殖地としてこの地を訪れ、うちキアシシギ、オオハクチョウ、コクガン、ヒドリガモ、スズガモ、ホオジロガモの個体数は地域全体の1%以上である。塩性湿地の主な植生はテンキグサで、砂丘はハマナスとシロツメクサに覆われている。アマモ、ガラメ、アラメの藻場は魚介類とホッカイシマエビの重要な産卵場、生育場である。 | 国指定鳥獣保護区                                             |      |
| 1553 | 奥日光の湿原 Oku-Nikko-shitsugen                                             | 栃木県日光市 北緯36度46分 東経139度25分 / 北緯36.767度 東経139.417度                                                                               | 260       | 2005年11月8日  | 高層湿原、中間湿原、淡水湖                         | 男体山や白根山などの山々に囲まれる湯ノ湖、湯川、戦場ヶ原、小田代ヶ原で構成され、平均標高は1,400 mである。湯ノ湖は手付かずの状態にある淡水湖で、南側の湯川の流出口には湯滝とアズマシャクナゲの群落がある。その下流部の戦場ヶ原は本州最大級の湿原の1つで、ワタスゲ、レンゲツツジ、ホザキシモツケなど100種以上の沼地植物が生えている。小田代ヶ原にはアヤメ、ノハナショウブ、ウマノアシガタ、ニッコウアザミが生えており、湿原と草地の両方の植生の特徴を示している。この地域は夏鳥、特にオオジシギとノビタキの重要な繁殖地である。冬にもマガモ、ヒドリガモ、キンクロハジロ、ミコアイサなど、多くの渡り鳥が訪れる。 | 国立公園                                                     |      |
| 1554 | 尾瀬 Oze                                                                     | 福島県檜枝岐村 新潟県魚沼市 群馬県片品村 北緯36度55分 東経139度13分 / 北緯36.917度 東経139.217度                                                   | 8711      | 2005年11月8日  | 高層湿原、淡水湖                                   | 尾瀬ヶ原湿原、尾瀬沼、御池田代湿原とその周辺の燧ケ岳、至仏山などの山や森林で構成されている。尾瀬ヶ原は本州最大の高層湿原であり、新潟県、群馬県、福島県の県境に広がる760 haの平坦な盆地（標高1,400 m）で保水力が高い。この場所にはホロムイスゲ、ツルコケモモ、ミカヅキグサ、ワタスゲ、ニッコウキスゲ、ミズバショウなどの湿原植物と絶滅危惧種のカタシャジクモが生え、トンボや甲虫類、そして多くの渡り鳥が生息し、生物多様性が豊かである。 | 日光国立公園、尾瀬国立公園                                   |      |
| 1555 | サロベツ原野 Sarobetsu-genya                                                 | 北海道豊富町、幌延町 北緯45度04分 東経141度42分 / 北緯45.067度 東経141.700度                                                                       | 2560      | 2005年11月8日  | 高層湿原、中間湿原、低層湿原、淡水湖               | 北海道の北端にある広大な泥炭湿原で、平地の湿原として日本最大級の高層湿原の1つである。湿原を流れるサロベツ川は水位の変動が少なく、養分が不足しているため、高層湿原の形成に理想的な条件となっている。湿原の中央部にはホロムイイチゴとイボミズゴケ、ホロムイソウとミカヅキグサ、ナガバノモウセンゴケとウツクシミズゴケ、ヌマガヤとホロムイスゲの群落が同心円状に発達しており、南部にはペンケ沼、パンケ沼などがある。区域内はシマアオジなどの繁殖地であり、東アジアのオオヒシクイとコハクチョウの個体数の1％以上がここで生息している。湿原にはツルコケモモ、ワタスゲ、ユリ、モウセンゴケ、ヒメシャクナゲ、エゾカンゾウ、タテヤマリンドウなど100種以上の植物が生えており、季節により様々な花を見ることができる。 | 国立公園、国指定鳥獣保護区、サロベツ原生花園                 |      |
| 1556 | 宍道湖 Shinji-ko                                                             | 島根県松江市、出雲市 北緯35度25分 東経132度58分 / 北緯35.417度 東経132.967度                                                                       | 7652      | 2005年11月8日  | 汽水湖                                             | 斐伊川水系の下流部にある日本で7番目に大きい湖で、東部に嫁ヶ島がある。汽水湖だが、塩分濃度は海の10%（下流部の中海は50%）であるため、淡水性と海水性の両方の生物が生息する。日本固有種のシンジコハゼやヤマトシジミなど、80種の汽水域の魚介類の生息地である。年間に2万羽以上のキンクロハジロ、5千羽以上のスズガモが訪れ、マガン、コハクチョウなどのカモ科の鳥類の最大級の越冬地・飛来地の1つである。宍道湖でのヤマトシジミの漁獲量は日本の総漁獲量の40％以上を占めており、スズキ、モロゲエビ、ウナギ、ワカサギ、シラウオなどと共に「宍道湖七珍」の1つに数えられる。 | 国指定鳥獣保護区                                             |      |
| 1557 | 濤沸湖 Tofutsu-ko                                                            | 北海道網走市、小清水町 北緯43度55分 東経144度24分 / 北緯43.917度 東経144.400度                                                                     | 900       | 2005年11月8日  | 汽水湖                                             | 北海道東部のオホーツク海沿岸の低地にある汽水湖（ラグーン）で、コアマモの藻場が形成され、古くからスジエビ、ヤマトシジミ、カキなどの漁業が行われる。オオシバナ、ホソバノシバナ、エゾツルキンバイなどが生える塩性湿原が発達しており、特に秋に発達する赤いアッケシソウの群落が有名である。一方、淡水湿地帯にはヨシ、ヤラメスゲ、ヌマガヤ、ヤチヤナギの群落やハンノキ林が分布している。また、年間に6万羽以上のヒシクイ、オオハクチョウ、ヒドリガモ、ミコアイサ、ウミアイサなどのカモ科の鳥類が訪れる重要な中継地の1つであり、タンチョウ、シマアオジの繁殖地とオジロワシ、オオワシの越冬地でもある。湖とオホーツク海を隔てる砂丘上には湿原植生群落の小清水原生花園があり、ハマナス、エゾスカシユリ、エゾキスゲなどが生えており、春には野焼きが行われる。 | 国指定鳥獣保護区、国定公園                                   |      |
| 1558 | 雨竜沼湿原 Uryunuma-shitsugen                                                | 北海道雨竜町 北緯43度42分 東経141度36分 / 北緯43.700度 東経141.600度                                                                               | 624       | 2005年11月8日  | 高層湿原                                           | 尾瀬に次ぐ日本で2番目に大きな山岳地帯の高層湿原で、暑寒別岳の東側斜面に広がる。中央部をペンケペタン川が流れ、平均降雪量は3 m以上で、春の雪解けにより大量な淡水が補充される。北日本の湿地帯の中で最も多様な植物群落を有し、約150種の植物が生える。湿原にはヌマガヤ、イボミズゴケ、ホロムイスゲ、ホロムイソウ、ミカヅキグサ、ウツクシミズゴケ、エゾカンゾウ、ヒオウギアヤメ、タチギボウシ、池塘にはホソバウキミクリ、カラフトカサスゲ、ミツガシワ、カキツバタなどの水生植物、川沿いにはイワノガリヤス、コバイケイソウなどが生える。この湿原の最大の特徴は、水草からなる浮島と沼地のある100以上の池が点在しており、ベニヒカゲ、エゾヒメギフチョウなどの希少なチョウやエゾルリイトトンボなどの昆虫が生息し、夏にはユリなどの花が咲く。 | 国定公園                                                     |      |
| 1559 | 屋久島永田浜 Yakushima Nagata-hama                                           | 鹿児島県屋久島町 北緯30度24分 東経130度25分 / 北緯30.400度 東経130.417度                                                                           | 10        | 2005年11月8日  | 砂浜海岸                                           | 屋久島北西部の砂浜「前浜」「いなか浜」「四ツ瀬浜」からなる。永田川の河口付近の断崖に囲まれるこの砂浜はアカウミガメの産卵場と中継地であり、2005年には合計2799頭が記録され、うち1394頭がここで営巣した。1985年にNGOの屋久島うみがめ館が設立される。付近に樹齢1000年以上の屋久杉が生える森林があり、植生の垂直分布が見られる。 | 世界遺産「屋久島」、国立公園                                 |      |
| 1842 | 瓢湖 Hyo-ko                                                                  | 新潟県阿賀野市 北緯37度49分 東経139度13分 / 北緯37.817度 東経139.217度                                                                             | 24        | 2008年10月30日 | 貯水池、ため池                                     | 江戸時代初めの1639年に作られた灌漑用ため池で、阿賀野川が蛇行する新潟平野の北東部の旧水原町に位置する。大通川が水を供給している鳥獣保護区であり、1991年に東新池、2000年にさくら池とあやめ池が新たに造成され、全体として約30 haの瓢湖水きん公園となった。江戸時代から殺生禁制の池で、オオワシ、トモエガモ、オナガガモ、マガモ、コガモ、ホシハジロなどの鳥類が訪れ、うちコハクチョウが年間6千羽を超える。この湿地は100種の鳥類の越冬地であるほか、オニビシ、ハス、ヨシ、マコモなどの水生植物と魚類の生息地としての機能も有する。 | 国指定天然記念物、国指定鳥獣特別保護地区                     |      |
| 1843 | 化女沼 Kejo-numa                                                             | 宮城県大崎市 北緯38度37分 東経140度57分 / 北緯38.617度 東経140.950度                                                                               | 34        | 2008年10月30日 | ダム湖、淡水湖                                     | 江合川流域の田尻川支流の長者川に位置する洪水調整と灌漑用水用の治水ダム湖。元々は自然の沼であったが、300年以上前に農業用のため池に改造され、1995年にダムが完成した。この湖にはハス、マコモ、ヒシなどの水生植物が繁茂し、絶滅危惧種のオオワシ、トモエガモ、シジュウカラガンのほか、国の保護リストにある13種の鳥類と28種の植物の生息地である。ハクチョウとガンカモ類の日本有数の越冬地で、うちマガンとヒシクイの東アジアの個体数が1％を超えている。一方、オオクチバスとブルーギルの放流により、在来魚の個体数が減少している。なお、指定区域内には国指定の史跡・宮沢遺跡がある。 | 国指定鳥獣特別保護地区、国指定生息地等管理地区               |      |
| 1844 | 大山上池・下池 Oyama Kami-ike and Shimo-ike                                  | 山形県鶴岡市 北緯38度43分 東経139度45分 / 北緯38.717度 東経139.750度                                                                               | 39        | 2008年10月30日 | 淡水湖、ため池                                     | 400年前に作られた灌漑用の淡水ため池で、東側に庄内平野が広がり、西には八森山、高館山などの海岸丘陵がある。一帯は天領として森林の伐採が禁じられてきたため、ブナなどの広葉樹林が残され、様々な水生植物、魚類、鳥類、トンボ、チョウなどの希少種が生息する。この湖は、絶滅危惧種のオオワシ、トモエガモのほか、2万羽以上のマガン、ヒシクイ、マガモ、コガモ、ハクチョウなどのカモ科の鳥類が生息しており、うちマガモとコハクチョウの個体数が1％を超えている。また、18種の魚類の生息地でもある。上池はハスの栽培に使用されており、両池周辺にミズバショウ、カタクリ、紅葉が見られる。 | 国指定鳥獣特別保護地区、国指定生息地等管理地区               |      |
| 1845 | 久米島の渓流・湿地 Streams in Kume-jima                                      | 沖縄県久米島町 北緯26度22分 東経126度46分 / 北緯26.367度 東経126.767度                                                                             | 255       | 2008年10月30日 | 渓流、季節的・一時的な小河川                       | 主に久米島の大岳と宇江城岳から流れる浦地川、白瀬川などの小川で構成されており、アマミヤマシギ、キクザトサワヘビ、リュウキュウヤマガメ、クメトカゲモドキ、クメジマボタル、クメジマミナミサワガニ、クメジマハイ、リュウキュウアカガエル、カラスバト、キバラヨシノボリ、クメジマオオサワガニ、クメジマカブトムシ、クメジマノコギリクワガタ、クメジママイマイ、リュウキュウヒダリマキマイマイ、オモロヤマタカマイマイなどの絶滅危惧種といくつかの固有種の生息地である。植生はボチョウジ、オキナワジイ、リュウキュウマツが優占種である。指定区域内にある宇江城城跡は国指定の史跡である。周辺のコミュニティは小川の水を利用して酒を醸造する。 | 国指定生息地等保護区、国指定生息地等管理地区                 |      |
| 2054 | 荒尾干潟 Arao-higata                                                         | 熊本県荒尾市 北緯32度58分 東経130度25分 / 北緯32.967度 東経130.417度                                                                               | 754       | 2012年7月3日   | 干潟                                               | 有明海中央部の東側に位置する砂質の干潟で、中部黒潮生物地理学的地域内で最大の干潟。この干潟はシロチドリ、キアシシギ、ダイゼン、トウネン、ソリハシシギ、メダイチドリ、ハマシギ、オオソリハシシギなどのシギチドリ類の重要な越冬地および中継地であり、ゴカイ類、貝類、小型の甲殻類などの底生生物が生息する。絶滅危惧種のクロツラヘラサギ、ズグロカモメ、ツクシガモが飛来し、うちズグロカモメの全世界の個体数の1％以上がここで生息する。指定区域内では海苔の養殖とアサリ採りが行われ、夏には荒尾市主催のマジャクの釣り大会も開催される。 | 国指定鳥獣保護区                                             |      |
| 2055 | 円山川下流域・周辺水田 Lower Maruyama River and the Surrounding Rice Paddies | 兵庫県豊岡市 北緯35度36分 東経134度50分 / 北緯35.600度 東経134.833度                                                                               | 1094      | 2012年7月3日   | 砂・礫・中礫海岸、河口域、永久的河川、湖沼、灌漑池 | 指定区域は円山川の河口、豊岡大橋より下流部の16 kmの円山川本流と周辺の水田、そして自然再生事業の一環として設立されたハチゴロウの戸島湿地と出石川との合流点付近にある加陽湿地からなる。生物地理学的地域内で絶滅した後、1955年に絶滅危惧種のコウノトリの再導入に成功したことで有名である。指定区域内とその周辺でのコウノトリの個体数は増加しており、水田の冬期湛水や中干時期の延期などにより周辺地域での採餌および営巣も観察できる。保護を強化するために、指定区域は2018年に560 haから1094 haに拡張された。また、この湿地は全国的に個体数が少ないニホンウナギ、キタノメダカ、アユカケを含む、様々な魚類の産卵場と生育場であり、コウノトリの餌であるトノサマガエルとドジョウの生息地でもある。 | 一級河川、国立公園、国指定鳥獣特別保護地区                   |      |
| 2056 | 宮島 Miyajima                                                                | 広島県廿日市市 北緯34度14分 東経132度16分 / 北緯34.233度 東経132.267度                                                                             | 142       | 2012年7月3日   | 砂浜海岸、塩性湿地、河川                           | 広島湾北西部の瀬戸内海国立公園内の宮島に厳島神社があり、その最高峰の弥山の山頂付近に原生林があるほか、島の南西部には砂浜と潮間帯からなる自然の潮汐湿地がある。護岸保護工事で失われた瀬戸内海沿いの他の海岸と比べると保存状態は良好であり、湿地と周辺にはハマゴウ、ヒトモトススキ、コテリハキンバイが多く生える。弥山からの湧き水は海水に流入し混ざり合い、日本でこの地でしか見られないIUCNレッドリスト登載種のミヤジマトンボの生息に適する汽水域を形成しており、周辺にカキの養殖が盛んである。 | 世界遺産「厳島神社」、国立公園、特別史跡、特別名勝           |      |
| 2057 | 中池見湿地 Nakaikemi-shicchi                                                 | 福井県敦賀市 北緯35度39分 東経136度05分 / 北緯35.650度 東経136.083度                                                                               | 87        | 2012年7月3日   | 低層湿原、水田                                     | 日本の混交林の生物地理学的地域内において、このタイプの低湿地はまれである。天筒山、中山、深山の3つの山に囲まれる湿地中央部の泥炭の堆積物の深さは約40 mで、過去5万年間の気候と植生の変化の貴重な記録である。また、江戸時代には稲作用に開発され、後に改良されることなく、「深田」と呼ばれるぬかるみが深い湿田として使われてきたが、現在は湿地保全のため、全体の耕作は中止している。この地域には2000種以上の動植物が生息し、生物多様性のホットスポットでもある。ミズニラ、デンジソウ、サンショウモ、オオアカウキクサの水生植物やキイロサナエ、サラサヤンマなどのトンボ、ナカイケミヒメテントウというテントウムシのほか、IUCNによって脆弱に分類されるノジコもここで生息している。 | 国定公園                                                     |      |
| 2058 | 大沼 Onuma                                                                   | 北海道七飯町 北緯42度00分 東経140度40分 / 北緯42.000度 東経140.667度                                                                               | 1236      | 2012年7月3日   | 淡水湖                                             | 渡島半島の東部、駒ケ岳の南麓にあるこの地域には、大沼、小沼、蓴菜沼などの淡水湖。宿野辺川や軍川などが流入し、流出河川は折戸川で、互いに「セバット」と呼ばれる水路でつながっている。これらの湖群は1640年の北海道駒ヶ岳の大噴火により形成した堰き止め湖である。池の中には「流れ山」と呼ばれる120以上の島があり、独特な景観を呈している。周辺の森林は現在、日本最北限のブナが優占種であり、湖とその周辺にネムロコウホネ、ミクリ、タヌキモ、ジュンサイなどの植物、バン、オオバン、クイナ、カモなどの水鳥、ワカサギなどの魚類、オオワシ、オオタカ、クマゲラ、ウズラ、アカショウビンなどの鳥類、カワエビなどの甲殻類、ダイコクコガネなどの昆虫が生息・飛来する。また、この湖は極北圏と本州の両方に近いため、貝類の多様性にも富んでいる。 | 国定公園                                                     |      |
| 2059 | 立山弥陀ヶ原・大日平 Tateyama Midagahara and Dainichidaira                   | 富山県立山町 北緯36度34分 東経137度32分 / 北緯36.567度 東経137.533度                                                                               | 574       | 2012年7月3日   | 雪田草原、渓谷、滝                                 | 立山の過去の火山活動により形成された平坦な溶岩台地に広がる高山湿地。これらの雪渓の草地には雪解けの水と雨水によって涵養された、「餓鬼の田」と呼ばれる約1000の浅い池塘がある。指定区域内には称名渓谷と日本一高い滝の称名滝があり、植生はショウジョウスゲ、ミヤマイヌノハナヒゲ、ヌマガヤなどによる湿原植生があり、イワイチョウ、モウセンゴケ、ネバリノギラン、コイワカガミ、シロウマチドリ、ダケスゲなどが多く生えている。池塘の中にはミヤマホタルイの群落が見られ、高地にはハッコウダゴヨウ、オオコメツツジなどの風衝地の低木林やオオシラビソ、ミネカエデ、チマキザサが生えている。鳥類では絶滅危惧種のライチョウやカッコウやホオジロの生息地・越冬地であり、数種の高山チョウ類、カオジロトンボの越冬地となっている。指定区域は中部山岳国立公園の特別保護地区の範囲と一致しており、厳重に保護されている。また、立山は山岳信仰の対象であり、称名滝も滝の轟音が称名念仏の声によく似たことにちなんで名付けられたと言われ、宗教的にも重要な場所である。 | 国立公園、国指定名勝、国指定天然記念物、国指定鳥獣保護区     |      |
| 2060 | 東海丘陵湧水湿地群 Tokai Hilly Land Spring-fed Mires                         | 愛知県豊田市 北緯35度05分 東経137度12分 / 北緯35.083度 東経137.200度                                                                               | 23        | 2012年7月3日   | 湧水湿地                                           | 豊田市の市街地に程近い3つの集水域（上高、恩真寺、矢並）にあり、標高100〜300 mの6つの小さな貧栄養湧水湿地群であるが、水文学的には地下水脈を介して矢作川流域とつながっている。他地域の湧水湿地は土地開発により消滅したが、この地域の湿地は良好な状態で残っている。これらの湿地には、東海地方の丘陵地の貧栄養状態に適応するシラタマホシクサ、ミカワシオガマ、シデコブシ、ミカワバイケイソウなどの珍しい固有種とウンヌケなどの大陸系の隔離分布種の植物が数多く生えており、日本最小のハッチョウトンボなどのトンボやヒメタイコウチ、ホトケドジョウなどの希少な動物も生息している。シラタマホシクサ、ミカワシオガマとトウカイコモウセンゴケはこれらの湿地にしか分布していないため、地元では「東海丘陵要素植物群」と呼ばれる。 | 国定公園                                                     |      |
| 2061 | 渡良瀬遊水地 Watarase-yusuichi                                               | 茨城県古河市 栃木県栃木市、小山市、野木町 群馬県板倉町 埼玉県加須市 北緯36度14分 東経139度41分 / 北緯36.233度 東経139.683度                        | 2861      | 2012年7月3日   | 低層湿原、人工湿地                                 | 東京から北側60 km離れた関東平野のほぼ中央にある渡良瀬川、巴波川、思川の合流点付近にあり、主に治水のために作られた、堤防に囲まれている人造湖（遊水池）。足尾鉱毒事件で廃村となった谷中村の跡地にあり、日本の常緑樹林生物地理学的地域におけるヨシが優占種である低湿地の代表である。広大なヨシ原はこの生物地理学的地域で最大級の1つであり、トネハナヤスリ、タチスミレ、オオヨシキリ、セッカなどの動植物も生息している。冬にはカモ科、ホオジロ科、そしてチュウヒなどの猛禽類の越冬地となり、近年ではコウノトリも見られる。この池には重要な治水機能があり、上流の河川から流入する洪水を遅らせ、下流の利根川にゆっくりと放流する。 | 国指定鳥獣保護区                                             |      |
| 2062 | 与那覇湾 Yonahawan                                                           | 沖縄県宮古島市 北緯24度45分 東経125度16分 / 北緯24.750度 東経125.267度                                                                             | 704       | 2012年7月3日   | 浅海域、潮下帯域、干潟                             | 宮古島の南西部に位置する湾。湾内には同島で最も大きい、琉球諸島でも最大級の干潟がある。沿岸域にメヒルギなどのマングローブ、陸域にアダン、オオハマボウの群落があり、リュウキュウスガモ、ベニアマモ、シオニラ、ボウバアマモで形成される広大な藻場を有している。メダイチドリ、クロサギ、エリグロアジサシ、キンバト、サシバや絶滅危惧種のヘラシギ、タンチョウ、コウノトリ、クロツラヘラサギ、ツクシガモ、セイタカシギ、アカアシシギ、ハシブトアジサシなど、多数の鳥類は採餌や繁殖のためにこの場所を訪れる。また、絶滅危惧種のタイマイ、アカウミガメ、アオウミガメ、ミヤコカナヘビ、ミヤコヒメヘビ、ミヤコヒバァなどの多くの爬虫類やヤシガニも湾の周辺に生息している。湾内に魚介類や海藻類の漁業と海ブドウの養殖が盛んである。西側のサニツ浜では浜下り、宮古馬による浜競馬や相撲系の宮古角力などの伝統行事も行われる。 | 国指定鳥獣特別保護地区                                       |      |
| 2232 | 涸沼 Hinuma                                                                  | 茨城県鉾田市、茨城町、大洗町 北緯36度16分 東経140度30分 / 北緯36.267度 東経140.500度                                                               | 935       | 2015年5月28日  | 汽水湖                                             | 大洗海岸から5km離れた内陸にある関東地方最大の汽水湖。約6000年前の海面上昇により出現した入り江であったが、土砂の堆積により海跡湖となった。海水は満潮の時に那珂川と涸沼川を通じて、河口から10 km上流にある涸沼に流れ込み、淡水と混じり合う。ヨシ原やタコノアシ、オオクグ、ミズアオイなどの植物の群落があり、絶滅危惧種のヒヌマイトトンボやオオワシなどが生息している。涸沼では88種以上の鳥類が観察されており、冬にはマガモやスズガモなどのカモ類が採餌や就塒のために飛来する。特に涸沼で越冬するスズガモの個体数は年平均約5000羽と推定されており、東アジアの個体数の1％以上を占めている。また、涸沼にはヤマトシジミ、マハゼ、ワカサギなどの水産物が生息しており、「たかっぽ」「笹浸し」などの伝統的な漁法と伝統的な釣り竿「涸沼竿」の伝承がある。 | 国指定鳥獣特別保護地区                                       |      |
| 2233 | 芳ヶ平湿地群 Yoshigadaira Wetlands                                           | 群馬県中之条町、草津町 北緯36度38分 東経138度34分 / 北緯36.633度 東経138.567度                                                                     | 887       | 2015年5月28日  | 中間湿原、火口湖、池沼、河川                       | 芳ヶ平湿地群は本州の中心部に位置する活火山の草津白根山の北東側にある。この湿地は火山活動によって形成された難透水層、窪地、クレーターの上で発達した湿原、池、湖、小川の複合体であり、特に火山活動に由来する高温や硫化水素などの酸性の火山ガスの影響により、水域の温度と酸性度は他の地域より高いという特徴を有する。穴地獄の水のpH値は 2.6〜2.8で、鉄分と硫黄の含有量も高いが、水生苔類の1種であるチャツボミゴケの東アジアで最大級の群落がある。草津白根山の火口湖である湯釜の水はさらに酸性が強く、pH値は 1.0〜1.2でしかないため、周辺に植生はほとんどない。周辺の火山地域とは異なり、芳ヶ平湿地と大平湿地にはヌマガヤ、ツルコケモモ、ヤチスゲ、シラビソ、ササ、ワタスゲ、ミズバショウなどの植生がある。芳ヶ平湿地周辺の地中熱が豊富であるため、標高2,000 m以上、冬の気温が-15℃以下にもかかわらず、野生動物は湿地の暖かい水により生き抜くことができる。芳ヶ平湿地のモリアオガエルの繁殖地は、世界で最も標高が高い2,150 mの場所にある。湿地群にはホソカワモズク、ヒメミズニラ、ミサゴ、クロサンショウウオなどの絶滅危惧種を含む動植物が生息し、樹林帯にある平兵衛池、大池、水池にはフトヒルムシロ、ヒメミズニラなどの抽水植物が生える。 | ユネスコ生物圏保護区、国立公園                               |      |
| 2234 | 東よか干潟 Higashiyoka-higata                                                | 佐賀県佐賀市 北緯33度10分 東経130度15分 / 北緯33.167度 東経130.250度                                                                               | 218       | 2015年5月28日  | 干潟                                               | 東よか干潟は有明海最奥部の北岸にある本庄江と八田江の河口部の泥干潟。干潟には赤いシチメンソウの群落があり、渡り鳥の重要な中継地と越冬地である。秋から春にかけて約7000羽のシギチドリ類が訪れ、うちダイゼンはフライウェイ全個体数の1％以上が記録されている。また、絶滅危惧種のヘラシギ、クロツラヘラサギおよび個体数が減少しているホウロクシギ、ズグロカモメなどの水鳥も生息しており、特にズグロカモメのフライウェイ全個体数の1％以上がここで出現する。干潟にはムツゴロウ、ワラスボ、シオマネキ、トビハゼなどの底生生物が多く生息し、地域特有のタカッポ、むつかけなどの伝統的な漁法が行われる。閉鎖性が高い有明海周辺の広大な干潟は埋め立てと堤防の建設により面積が縮小しつつあるが、現在も日本の干潟の総面積の40%に相当するものが存在している。 | 国指定鳥獣特別保護地区                                       |      |
| 2235 | 肥前鹿島干潟 Hizen Kashima-higata                                            | 佐賀県鹿島市 北緯33度06分 東経130度07分 / 北緯33.100度 東経130.117度                                                                               | 57        | 2015年5月28日  | 干潟                                               | 肥前鹿島干潟は有明海西岸の塩田川と鹿島川の河口に発達した泥干潟。中部黒潮生物地理学的地域の一部であるが、有明海の湾口から約100 km離れている最奥部に当たるため、水は海水ではなく汽水である。干潟は渡り鳥にとって重要であり、ズグロカモメ、ホウロクシギ、チュウシャクシギ、ツクシガモや絶滅危惧種のクロツラヘラサギの重要な中継地および越冬地であり、特にズグロカモメ、クロツラヘラサギとチュウシャクシギのフライウェイ全個体数の1％以上がここで生息している。干潟にはムツゴロウ、ワラスボ、ハゼクチ、シオマネキなどの底生生物が多く生息し、潟スキーを用いてむつかけ、スボカキ、タカッポなどの伝統的な漁法が行われる。 | 国指定鳥獣特別保護地区                                       |      |
| 2357 | 葛西海浜公園 Kasai Marine Park                                               | 東京都江戸川区 北緯35度37分 東経139度51分 / 北緯35.617度 東経139.850度                                                                             | 366.9     | 2018年10月18日 | 潮間帯の泥質、砂質、塩生干潟                       | 東京湾の荒川と旧江戸川の河口にある汽水湿地。昔は広い干潟が存在し、海苔の養殖やアサリ、ハゼ等の沿岸漁業が盛んに行われたが、1989年に残存干潟の保護として「葛西海浜公園」が開園した。西なぎさと東なぎさと呼ばれる人工の砂浜が特徴で、U字型の導流堤を設置することにより付近に干潟が形成し、東なぎさには天然干潟の三枚洲もつながっている。西なぎさはレジャー向けの区域に指定されているが、東なぎさは野生生物の生息地を提供する鳥獣保護区である。干潟には二枚貝、甲殻類、多毛類などの多くの生物が生息し、魚類の産卵場と稚魚の生育場でもある。一帯は河口に位置するため、マルタ、ニゴイなどの淡水魚やスズキ、アユなどの回遊魚も見られる。なぎさにはテリハノイバラ、イソヤマテンツキ等の海岸植生が見られる。スズガモとカンムリカイツブリは越冬のために訪れるほか、コアジサシやマガモ、ヒドリガモ、キンクロハジロなどのカモ科の鳥類の生息地でもあり、合計126種の鳥類を観察することができる。高度に発達した都市的地域における生物多様性の保全における重要な湿地であり、自然環境と都市の環境が共存する代表例となっている。 | 国指定鳥獣特別保護地区                                       |      |
| 2358 | 志津川湾 Shizugawa-wan                                                       | 宮城県南三陸町 北緯38度40分 東経141度31分 / 北緯38.667度 東経141.517度                                                                             | 5793      | 2018年10月18日 | 海洋の潮下帯域（水中植生）                         | 三陸海岸の南部に位置する志津川湾には荒島、椿島などの島が点在する。複雑なリアス式海岸は谷が水没されたことにより形成された地形であるため、多くの岬と入り江を特徴としており、潮汐の影響によりサンゴ礁、沈泥地、干潟など、様々な生物の生息地も形成される。志津川湾は冷たい親潮と暖かい黒潮、津軽の3つの海流がぶつかる地点の付近にあるため、コンブ、アラメ、ガラモ、アマモ、スゲアマモ、タチアマモ、スガモなどの208種の海藻や海草など多様な植生が見られ、温水と冷水のコンブが1か所に生えることもある。このような珍しい環境は553種の動物に生息地または餌場を提供している。この湾は豊富な藻類、植物と動物を有するため、いずれも天然記念物に指定されているコクガン、オジロワシ、オオワシの越冬地になっており、コクガンが日本で生息する最南限の越冬地でもある。志津川湾では古くからワカメ、カキ、ギンザケなどの養殖が盛んに行われる。2011年の地震による津波は湾内の藻場に大きな影響を与えたが、着実に回復している。 | 国立公園                                                     |      |
| 2462 | 出水ツルの越冬地 Izumi Wintering Habitat of Cranes                           | 鹿児島県出水市 北緯32度06分 東経130度16分 / 北緯32.100度 東経130.267度                                                                             | 478       | 2021年11月18日 | 河口域、季節的に冠水する農地                       | 高尾野川、野田川、江内川が流れる出水平野（沖積扇状地）の終端に位置する。主に干拓地の水田からなるが、河口の開放水域や干潮時に現れる砂州もツルの越冬地の一部である。日本国内の650種の野鳥のうち、約300種がこの地域で生息している。世界のナベヅルの個体数の9割、マナヅルの個体数の4割にとって重要な越冬地であり、クロヅル、ソデグロヅル、カナダヅル、タンチョウ、アネハヅルなどのツル類の渡来も確認されており、ホシハジロの生息地でもある。 | 特別天然記念物、国指定鳥獣保護区、国指定鳥獣特別保護地区     |      |
| 2574 | 猪苗代湖 Lake Inawashiro                                                     | 福島県会津若松市、郡山市、猪苗代町 北緯37度29分 東経140度05分 / 北緯37.483度 東経140.083度                                                         | 10960     | 2025年7月15日  | 湖                                                 | 磐梯山の麓に位置する、田んぼと湖岸林に囲まれている湖であり、5万年前の火山噴火によって形成された日本国内で4番目に大きい湖である。冬でも完全に凍結しないため、ハクチョウとカモにとっては重要な越冬地であり、特に2025年までの5年間、平均800羽以上のコハクチョウが渡来した。北部の砂と泥はアサザの生息に適し、福島県内で知られている同種の唯一の繁殖地となる。湖水は1930年代当時酸性であったが、だんだんと中性になっており、その原因はまだ不明である。また、水泳、バードウォッチング、キャンプなどのレクリエーションの人気な場所でもある。 | 一級河川、国指定天然記念物、国立公園                         |      |